# Responsabilitate socială a corporațiilor
Responsabilitatea socială a corporațiilor (în literatura de specialitate abreviată CSR, după forma din limba engleză Corporate Social Responisibility) este un concept care se referă la o prezumtivă datorie pe care companiile (ca actori sociali) ar avea-o față de toate părțile implicate în desfășurarea acțiunilor presupuse de activitatea lor economică. Conceptul se referă la toate categoriile de companii, de la microîntreprinderi până la multinaționale. Prin datorie se înțelege faptul că respectiva companie trebuie să acționeze în conformitate cu obligațiile pe care le are față de părțile implicate și respectând niște principii morale acceptate de-a lungul tradiției.

## Istoric și dezvoltare
Conceptul, apărut după cel de-al doilea Război Mondial, odată cu creșterea economică și cu exacerbarea rolului jucat de companiile mari în societate, trebuie delimitat de acela de acțiune responsabilă din punct de vedere social. Acest din urmă concept a apărut cu mult înaintea secolului XX și se referă mai degrabă la un punct singular din strategia unei companii vizavi de părțile implicate, fără fi necesar vreun angajament față de acestea sau față de valorile sociale preexistente. Prin contrast, responsabilitatea socială a corporațiilor reprezintă tocmai un angajament luat față de societate și părțile implicate în ceea ce privește acțiunile din sfera activității economice.

## Perspective asupra responsabilității sociale a corporațiilor
Conceptul este utilizat de etica în afaceri, ramură a eticii aplicate, cu mai multe sensuri, dintre care cele mai adesea întâlnite sunt sensul libertarian și sensul comunitarian.
Sensul libertarian, sau sensul restrâns al responsabilității sociale a corporațiilor, se suprapune viziunii exprimate de Milton Friedman și se referă la limitarea conceptului mai sus amintit la activitățile care îi sporesc profitul în limitele legii, prin folosirea adecvată a resurselor disponibile. Acest lucru implică angajarea în competiția deschisă a pieței fără folosirea mijloacelor ilicite și, conform lui Younkins, respectarea drepturilor individuale ale angajaților și a angajamentelor luate față de aceștia, de furnizori și de clienți.
Perspectiva comunitariană extinde, în primul rând, sensul conceptului de părți implicate la totalitatea indivizilor sau grupurilor de indivizi care sunt afectate direct de acțiunile unei companii. În această ordine de idei, responsabilitatea socială va fi definită nu numai în funcție de angajați, furnizori și clienți, ci și față de comunitate și binele acesteia, întrucât o companie este beneficiara directă a resurselor disponibile în respectiva comunitate. Prin urmare, o companie poate fi considerată responsabilă din punct de vedere social dacă, pe lângă respectarea angajamentelor luate față de părțile interesate enumerate de adepții perspectivei libertariene, se distinge prin acte de filantropie și dacă supune toate acțiunile ei din sfera economică unei confruntări cu valorile sociale specifice comunității în care își desfășoară activitatea.